# Oleg Czernikow
Oleg Leonidowicz Czernikow, ros. Олег Леонидович Черников (ur. 15 października 1936 w Gorkim, zm. 6 lutego 2015 w Niżnym Nowogrodzie) – rosyjski szachista i sędzia klasy międzynarodowej (International Arbiter od 2001), arcymistrz od 2000 roku.

## Kariera szachowa
W 1967 r. jedyny raz w swojej karierze wystąpił w finale indywidualnych mistrzostw Związku Radzieckiego, zajmując 55. miejsce wśród 126 uczestników (mistrzostwa rozegrano systemem szwajcarskim). Do połowy lat 80. nie występował w turniejach międzynarodowych. W 1993 triumfował w Brnie (turniej C), natomiast w 1998 podzielił II lokatę (wraz z Aleksiejem Suetinem, za Janisem Klovansem) w międzynarodowych mistrzostwach Niemiec seniorów (zawodników powyżej 60. roku życia). W następnych latach osiągnął znaczne sukcesy w rozgrywkach o mistrzostwo świata w tej kategorii wiekowej: w 1998 roku zajął IV miejsce, w 2000 w Rowach – zdobył tytuł mistrza świata (otrzymując za to osiągnięcie tytuł arcymistrza), natomiast w 2005 – ponownie IV. W roku 2002 podzielił I miejsce (wraz z Władimirem Sawonem) w memoriale Michaiła Botwinnika (turniej B) w Eliście.
Najwyższy ranking w karierze osiągnął 1 lipca 2001 r., z wynikiem 2472 punktów zajmował wówczas 145. miejsce wśród rosyjskich szachistów.